# Dictyophragmus punensis
Dictyophragmus punensis là một loài thực vật có hoa trong họ Cải. Loài này được (Romanczuk) I.A.Al-Shehbaz mô tả khoa học đầu tiên năm 1991.